# Robert von Dobschütz

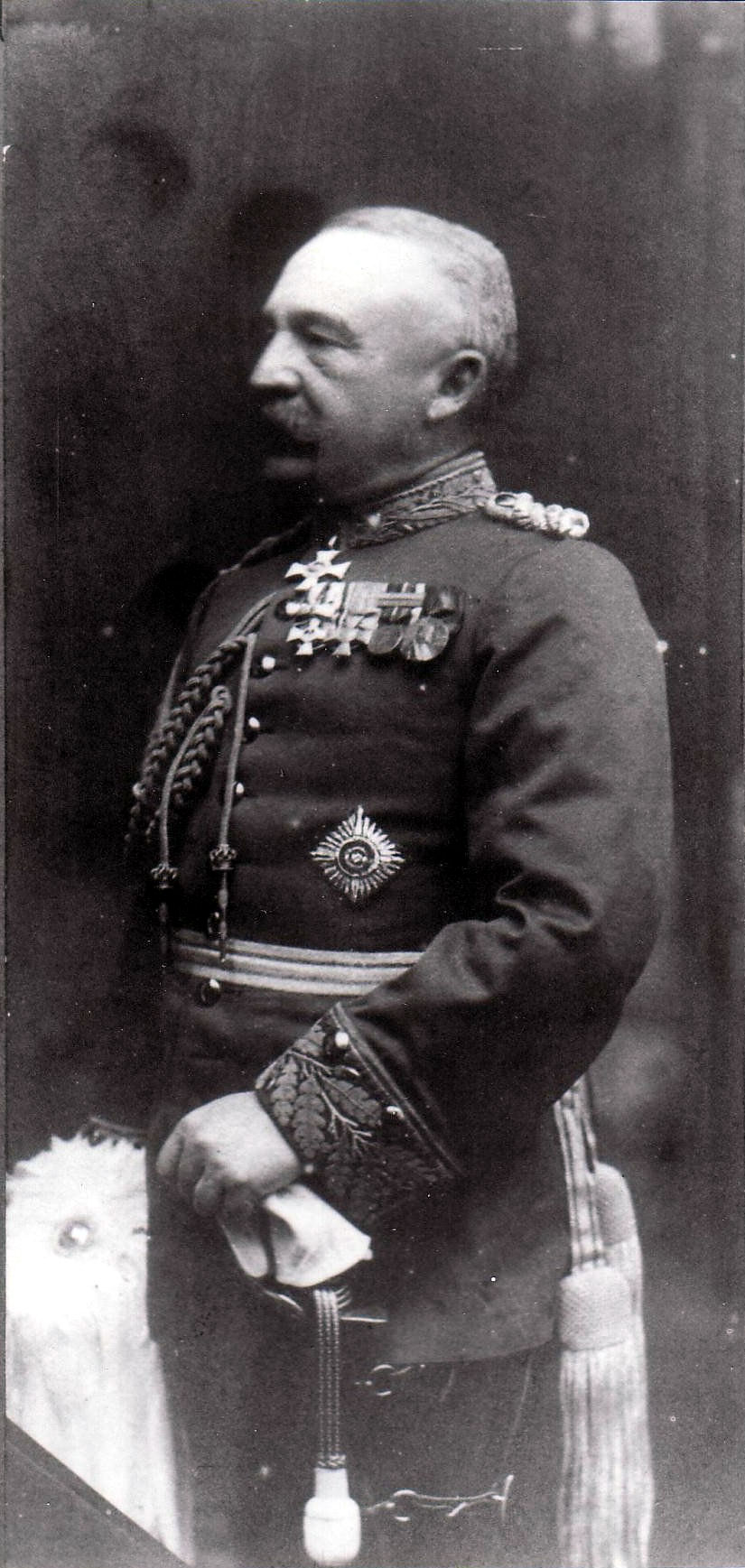
Generalmajor Robert von Dobschütz

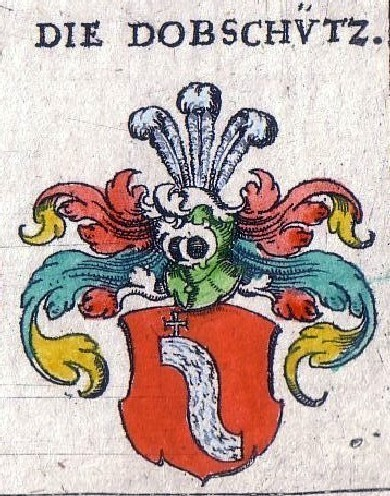
Das Wappen der Familie von Dobschütz
(Weigel'sches Wappenbuch von 1734, handkoloriert)

Carl Friedrich Robert Oscar von Dobschütz (* 16. Mai 1850 in Glatz, Kreis Glatz, Provinz Schlesien; † 5. August 1927 in Dresden) war ein preußischer Generalmajor.

## Familie
Robert von Dobschütz entstammte der Familie von Dobschütz, einem alten schlesischen Adelsgeschlecht aus Gutsbesitzern und Offizieren, und war der Sohn des preußischen Majors Robert von Dobschütz und der Meta Scheder aus Schweidnitz.
Er heiratete am 22. Mai 1876 in Neisse Anna Elisabeth (Anneli) Christ (* 18. August 1856 auf Rittergut Mannsdorf, Kreis Neisse; † 26. März 1935 in Dresden), die Tochter des preußischen Amtsgerichtsrats Emanuel Christ, Herr auf Mannsdorf, und der Bertha Migula. Anneli Christ war die Schwester des preußischen Generalmajors Waldemar Christ und des Australien-Auswanderers Otto Christ.

## Militärischer Werdegang
Bei seiner Hochzeit im Mai 1876 war Dobschütz preußischer Premierleutnant (ab 18. Mai) im 4. Oberschlesischen Infanterie-Regiment Nr. 63 in Neisse. 1893 wurde er als Major in das Infanterie-Regiment Nr. 141 nach Graudenz versetzt und im Jahr darauf zum Bataillonskommandeur in Strasburg ernannt. Am 22. Mai 1899 wurde er Oberstleutnant, in den Stab des Infanterie-Regiments „von Borcke“ (4. Pommersches) Nr. 21 in Thorn versetzt und mit seiner Beförderung zum Oberst im Juni 1901 zum Kommandeur ernannt. Mit der Beförderung zum Generalmajor erhielt Dobschütz im April 1905 das Kommando über die 77. Infanterie-Brigade in Ostrowo.
1907 ging Dobschütz in Pension und ließ sich mit seiner Ehefrau zunächst in Loschwitz bei Dresden nieder. Von 1912 bis 1917 lebte das Paar in Berlin, kehrte dann aber wieder in die Dresdner Region zurück, diesmal nach Hosterwitz, und zog schließlich im Mai 1926 direkt in die Stadt Dresden, wo es noch die Goldene Hochzeit feiern konnte, nur wenige Monate vor Dobschütz’ Tod im August 1927.

## Orden und Ehrenzeichen
- Militär-Verdienstkreuz
- Roter Adlerorden III. Klasse mit Schleife
- Kronenorden III. Klasse (1901)
- Roter Adlerorden II. Klasse mit Eichenlaub (1906)

Robert von Dobschütz als junger Kadett
Robert von Dobschütz (Ölgemälde in Familienbesitz)
Verleihungsurkunde zum Roten Adlerorden II. Klasse (1906)